# Pinal (Arizona)
Pour les articles homonymes, voir Pinal.
Pinal est une census-designated place du comté de Gila, dans l'État de l'Arizona, aux États-Unis. En 2020, elle compte une population de 456 habitants.